# Stur
Stur (El timó) és el nom d'una revista bretona fundada per Olier Mordrel el 1932. Bilingüe i de caràcter literari i polític, nacionalista radical i amb tendències feixistes, fou la promotora de la dissolució del Partit Autonomista Bretó i de la fundació del Partit Nacional Bretó. Abans, però, intentarà impulsar el minúscul Parti Nationaliste Integral de Bretagne (PNIB), que funcionaria del desembre del 1931 al setembre del 1932, que explicitaria els continguts pronazis amb el racisme pancèltic, antisemita i antillatí. Defensava l'hegemonia d'una Europa celto-germànica, en la que la Bretanya formaria part dels dominadors
A la pràctica, però, es tractava d'una revista d'estudis cèltics difusora del "neopaganisme" que desenvoluparà els mites propers a l'extrema dreta germànica. Mordrel hi escriví:
- Le fascisme a tout le prestige, à nos yeux, de l'enthousiasme révolutionnaire allié à la sagesse expérimentale. Il est jeunesse, force et renouveau. Nous ne le suivons pas dans ses conceptions politiques qui sont différentes de ce que nous sentons et de ce que nous voulons en tant que Celtes. Mais on ne nous fera crier ni "À bas Mussolini", ni "À bas Hitler" ! (Stur, n° 3-4, 1er janvier 1935).
- Le nationalisme breton a pour but […] de persuader que la fraternisation universelle est une erreur et la paix éternelle une utopie (Stur, n° 9, 1er avril 1937).

Des del 1942, la S de Stur serà formada per una runa vermella per demostrar la "superioritat racial" de la raça celto-germànica. Entre els seus redactors hi figuraren Morvan Lebesque, Yves Le Drézen, Fant Rozec, Alain Guel i Yann Bricler. Fou prohibida pel govern francès el 1939, però Mordrel la va rellançar el 1942, amb uns 300 exemplars.